# Территориальные животные
Территориальные животные — животные, которые защищают определённую территорию от вторжения представителей того же вида (иногда также других, особенно родственных видов).

## История
Впервые наблюдение территориального поведения было сделано британским орнитологом Элиотом Говардом и опубликовано в 1920 году. В 1930-е годы были проведены детальные исследования американским орнитологом Маргарет Морзе Найс на примере певчего воробья, которые были популяризованы Робертом Ардре в книге «Территориальный рефлекс» (The Territorial Imperative), популярность которой привела к преувеличению оценок роли территориальности в экологии. Однако лишь небольшое количество видов удерживает чётко определённые территории, в пределах которых эти животные находят все необходимые им ресурсы.

## Классические территории
Обычно территориальные животные защищают районы, содержащие гнездо, участок для спаривания или богатые источники пищи для себя и для своего потомства. Защита редко выливается в открытые драки: чаще достаточно заметных признаков, которые могут быть как визуальными (например, красная грудь зарянки), так и звуковыми (например, вокализация птиц или крики гиббонов) или обонятельными, как мечение территории ароматным секретом.
Большинство территориальных млекопитающих метит свои территории именно последним образом (запах), метки наносятся в виде мочи, кала или трением о поверхности частями тела, имеющими специализированные железы для выделения секрета. Например, представители семейства псовых наносят метки с помощью мочи и кала, тогда как кошачьи метят территорию трением о поверхности. Многие приматы также метят территорию пахучими веществами, например, рыжебрюхий лемур создаёт участки, защищаемые группами из 2-10 особей в тропических дождевых лесах восточного Мадагаскара, так же поступают и самцы белолобого индри. Западная заборная игуана защищает свою территорию демонстрацией и драками, но теряет активность после брачного периода.
Беспозвоночные также проявляют территориальность, например, некоторые виды муравьёв и пчёл.

## Защита территорий
Одну территорию может защищать как одно животное, так и пара или группа животных. Обычно способ защиты территорий не является неотъемлемой характеристикой вида: например, малиновки защищают территории парами во время брачного периода, но в одиночку зимой. Некоторые нектароидные виды защищают территорию только утром, когда растения наиболее богаты нектаром. У видов, не формирующих пары, территории самцов и самок часто независимы, то есть самцы защищают свои территории только от других самцов, а самки — от других самок. В этом случае, если вид полигинийный, территория одного самца может включать несколько территорий самок, а если полиандрический, как у желтолобой яканы, — наоборот.
Часто животные защищают территории, имеющие только один тип ресурсов. Например, чёрные дрозды могут защищать территории питания, находящиеся отдельно от их мест гнездования, а виды, формирующие токовище, такие, как самцы антилопы коб, защищают токовище.
Территориальность была показана для относительно небольшого числа видов. Гораздо чаще особи или группы особей имеют обычные территории, которые они постоянно используют, но обычно не защищают, так называемый домашний ареал. Домашние ареалы разных особей или групп перекрываются, а в районах перекрытия особи чаще избегают друг друга, чем вступают в стычки. В рамках домашнего ареала может существовать «центральная зона», которую другие особи не посещают, но чаще всего это случается из-за избегания, а не защиты.
Часто высказывается предположение, что территориальность определяется наличием источников пищи, от которых зависит вид. Наличие локализованных источников, достаточных для особи или небольшой группы, вызывает развитие территориальности. Хорошим примером является поведение крупных хищных млекопитающих, таких, как медведи, требующих большой защищённой территории, чтобы гарантировать пропитание, такие, как реки с рыбой. Напротив, в случае непредвиденного распределения пищи, как это случается с насекомоядными птицами, территориальность редка, в частности, стрижи обычно защищают только собственное гнездо.
Территориальность способствует внутривидовому смертоносному насилию, как показало исследование в Nature 2016 года.